# 福岡市立横手中学校
福岡市立横手中学校（ふくおかしりつよこてちゅうがっこう）は、福岡県福岡市南区横手にある市立中学校。

## 沿革

### 略歴
- 1988年4月 - 福岡市立曰佐中学校から分離。

## 通学区域
- 福岡市立横手小学校の校区
- 福岡市立曰佐小学校の校区
- 福岡市立高木小学校の校区の一部

## 進学前小学校
- 福岡市立横手小学校
- 福岡市立曰佐小学校
- 福岡市立高木小学校